# Guante de gala

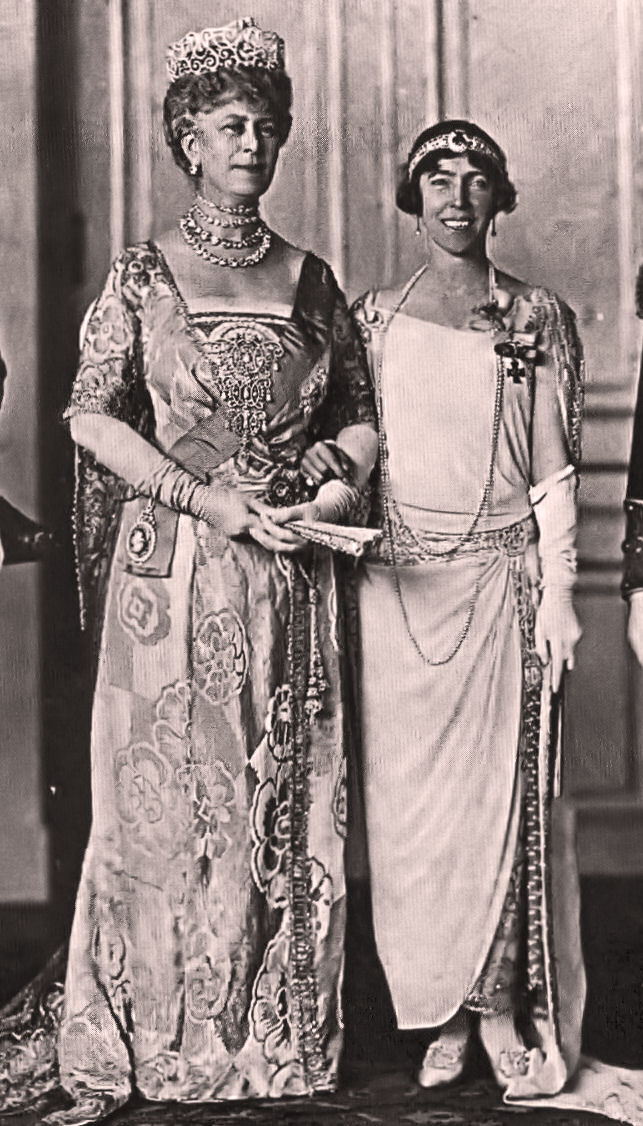
La reina María del Reino Unido y la reina Isabel de Bélgica usando guantes de gala en la corte de Bélgica, 1920.

Los guantes de gala o guantes de noche son guantes largos usados por las mujeres como parte de un atuendo de gala formal, por lo general acompañando el atuendo utilizado al concurrir a un baile de gala o una vestido de novia. Los más largos suelen ser denominados "guantes de ópera". Se distinguen por llegar hasta el codo o ser más largos aún; los guantes que cubren una parte sustancial del antebrazo, hasta justo por debajo del codo, pueden ser llamados "guantes largos" o "guantes de gala", pero nunca "guantes de ópera". En este caso, el término "ópera" probablemente esté más relacionado con la longitud que con la ubicación, como también se encuentra en "Guantes de longitud de ópera" y "Perlas de longitud de ópera".
Muchos vestidos ceremoniales occidentales se derivan de los trajes rituales cristianos, especialmente en la Iglesia católica, la confesión cristiana más grande donde los rituales son estrictamente disciplinados y se requería reducir la exposición de piel. En respuesta a esta tendencia, en el mundo occidental, los vestidos de manga corta o sin mangas, como requiere el código de vestimenta para la noche, deben usarse con guantes largos hasta el codo, incluso en eventos oficiales y círculos sociales de clase alta. Por lo tanto, tiene un fuerte significado como vestido formal en un lugar sagrado y estricto, y se dice que es un vestido sofisticado de una dama pulcra y limpia.
Los guantes de mujer para uso formal y semiformal vienen en tres longitudes para las mujeres: muñeca, codo y ópera o largos (por encima del codo, por lo general hasta el bíceps pero a veces hasta la longitud completa del brazo). Los guantes largos más caros están hechos a medida de cuero de cabrito. Muchos otros tipos de cuero, por lo general variedades suaves de cuero de vaca, se utilizan en la fabricación de guantes largos; charol y gamuza son especialmente populares como alternativas a la piel de cabrito y, a menudo, son más asequibles que la piel de cabrito. Los materiales raso y raso elastizado son extremadamente populares, y también existen variedades producidas en masa. Los materiales de guantes más inusuales incluyen cueros hechos de salmón, pitón y mantarraya.

## Historia

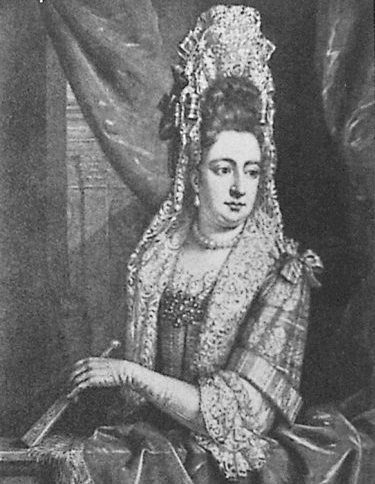
María II con guantes hasta el codo c. 1690.

### Mundo occidental
Si bien se desconoce la etimología del término guante de ópera, los guantes de longitud por encima del codo se han usado desde al menos finales del siglo XVIII, y las mujeres en los países occidentales han usado guantes que llegan hasta el codo o justo debajo del mismo desde el siglo XVII; en un grabado conservado de la reina María de Inglaterra que data de la década de 1690, se la muestra con guantes hasta el codo. Los guantes por encima del codo fueron muy populares por primera vez durante el período de Regencia/Napoleónico (circa 1800-1825), y su popularidad disminuyó durante los períodos victoriano temprano y mediados (circa 1830-1870), pero disfrutaron de su mayor auge en las últimas dos décadas del siglo XIX y los primeros años del siglo XX hasta la Primera Guerra Mundial. Durante ese período, eran estándar tanto para el día como para la noche; incluso algunos trajes de baño se complementaron con guantes de ópera. La etiqueta consideraba que los guantes eran accesorios obligatorios tanto para caballeros como para las damas entre las clases altas, por lo que era poco común ver a una mujer bien vestida en una ocasión pública que no usara guantes de algún tipo. Según varios historiadores de la moda, los guantes por encima del codo fueron popularizados nuevamente a finales del siglo XIX por las actrices Sarah Bernhardt en Francia (para esconder lo que ella consideraba sus brazos demasiado delgados) y Lillian Russell en los Estados Unidos.

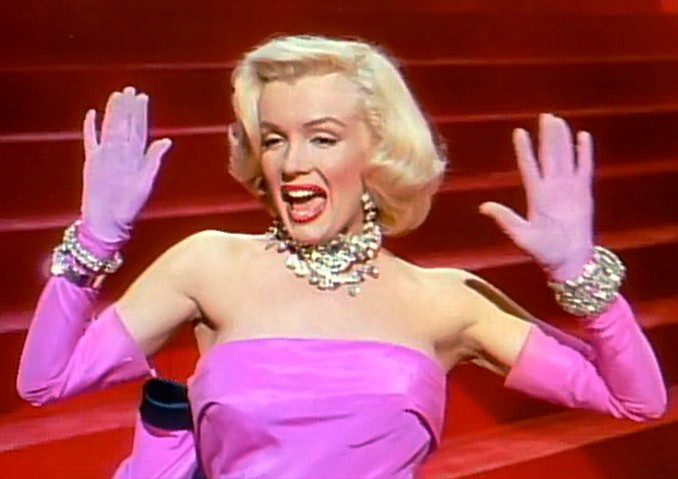
Marilyn Monroe con guantes de gala en "Los caballeros las prefieren rubias".

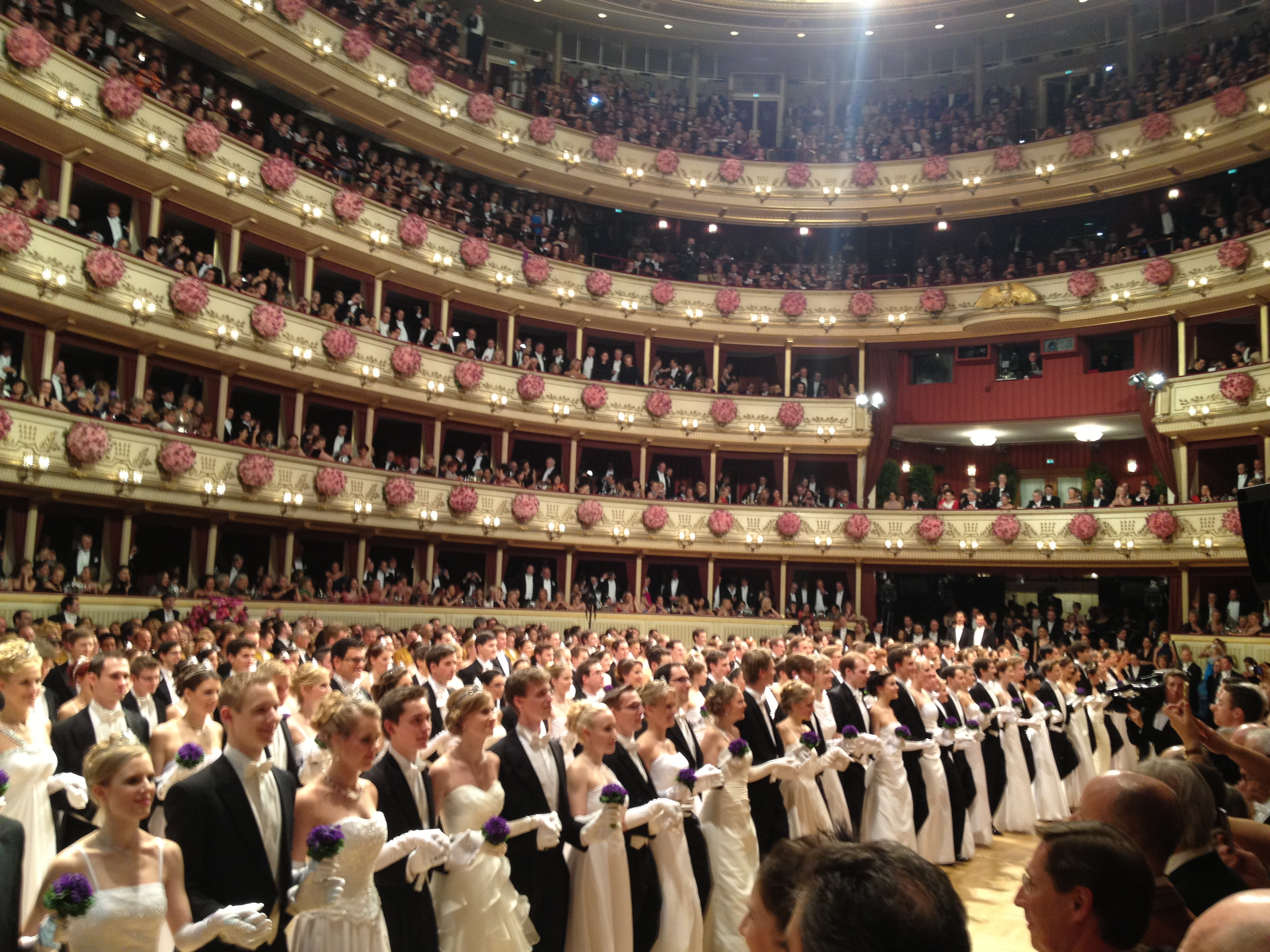
Entrada de debutantes durante la apertura del Baile de la Opera de Viena (2014).

El guante de gala ha disfrutado de una popularidad variable en las décadas transcurridas desde la Primera Guerra Mundial, siendo más frecuente como accesorio de moda en la década de 1940 hasta principios de la de 1960, pero sigue siendo popular hasta el día de hoy entre las mujeres que desean agregar un toque particularmente elegante a sus prendas. Han disfrutado de pequeños avivamientos en el diseño de moda en varias ocasiones, siendo populares en las colecciones de alta costura a finales de la década de 2000. Los guantes de gala continúan siendo accesorios populares para vestidos de novia, graduación, debutante, y quinceañera y en bailes de salón muy formales. Los guantes de ópera blancos siguen siendo obligatorios para las debutantes femeninas en el Baile de la Ópera de Viena. A lo largo de los siglos, los estilos y las modas han cambiado pero la única constante que une a la primera debutante en Inglaterra con la debutante estadounidense de hoy en día, es el uso de guantes de debutante de piel de cabrito blanca por encima del codo. El Guante Debutante ha sido reconocido durante más de un siglo como uno de los principales símbolos de la feminidad de la clase alta.
A veces los usan artistas como bailarinas de cancán y artistas de burlesque, en particular, durante la presentación de un estriptis de prenda y guante. En la cultura popular, probablemente las imágenes más conocidas que incorporan guantes de gala son las de Rita Hayworth en Gilda (1946) Marilyn Monroe en Los caballeros las prefieren rubias (1953), Cenicienta de la película de Disney de 1950 La Cenicienta y Audrey Hepburn en Breakfast at Tiffany's (1961).

### Japón
En Japón, algunas mujeres usan guantes largos todo el día en verano, para proteger el ideal irojiro (色白?), o piel clara, que representa belleza, gracia y alto estatus social (así como pureza y divinidad en el sintoísmo), y evitan cualquier forma de bronceado.

## Tipos

### Mosquetero

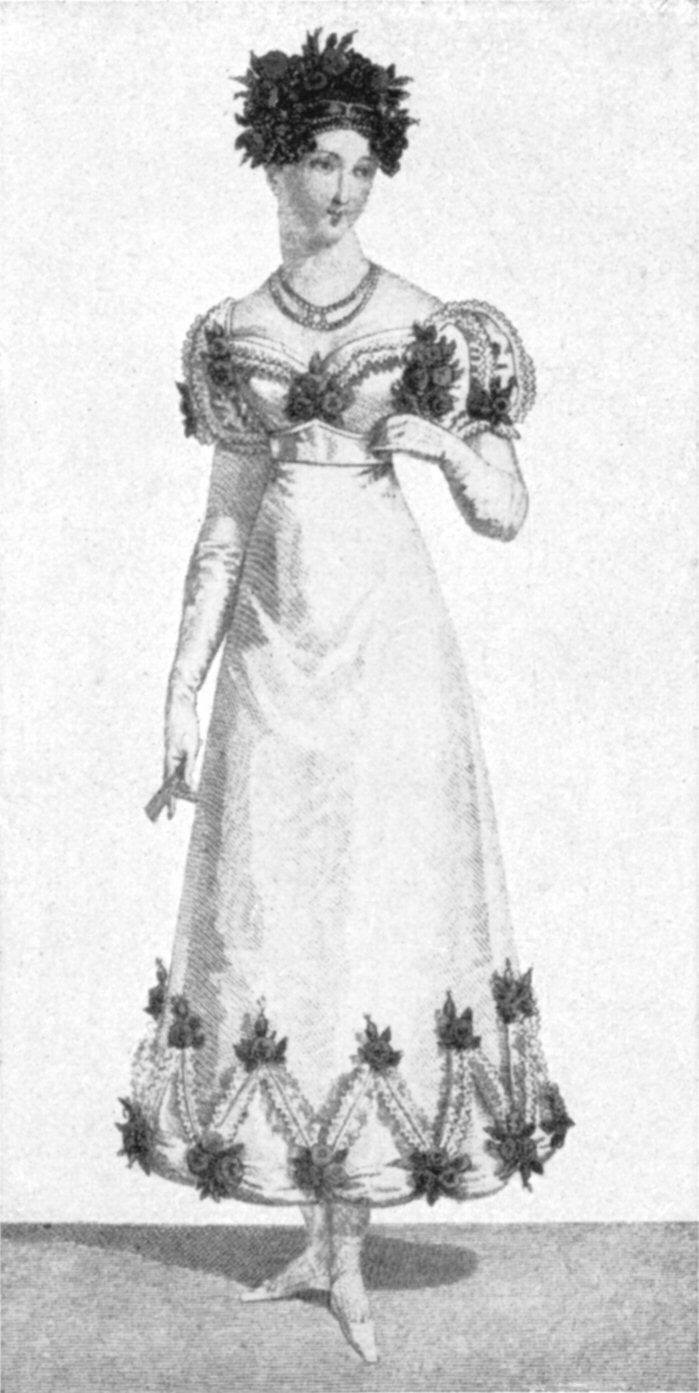
Guantes de noche en una prenda de tarde-noche, ilustración de la revista Journal des Dames de 1820.

El tipo más conocido de guante de ópera, el mosquetero (mousquetaire), recibe este nombre debido a la apertura al nivel de la muñeca (más comúnmente de tres pulgadas de largo) que se cierra con tres (generalmente) botones o cierres a presión, con mayor frecuencia hechos de perla o de algún otro material similar. El mosquetero deriva originalmente de los guanteletes que usaban los mosqueteros franceses de los siglos XVI y XVII, aunque, irónicamente, según Ambrose Bierce en el Diccionario del Diablo, 1911:

Mousquetaire, n. Un guante largo que cubre una parte del brazo. Usado en Nueva Jersey. Pero "mousquetaire" es una forma muy pobre de deletrear muskeeter.

Los guantes Mousquetaire tienen botones en la muñeca para que la usuaria pueda abrir los botones y sacar la mano sin quitarse todo el guante. La parte de los dedos se doblaba y se guardaba de forma ordenada. Así es como las damas llevaban los guantes mientras cenaban. Después de la comida, volvían a ponerse los guantes, normalmente para el resto de la noche. En el siglo XIX, sobre todo a partir de mediados de la época victoriana, los guantes se confeccionaban de forma que quedaran muy ajustados a las manos y los brazos, tanto que a menudo era necesario utilizar elementos auxiliares como polvos de talco y ganchos para botones para ponérselos; por lo tanto, se consideraba algo descortés ponerse o quitarse los guantes por completo en público y las mujeres se aseguraban de ponerse los guantes en la intimidad de sus casas antes de salir a algún evento (otra razón para la popularidad de la apertura del mosquetero). La abertura de la musqueta para los guantes largos de mujer parece haberse hecho más popular durante la época victoriana; durante el periodo napoleónico (en Inglaterra, de la regencia), los guantes largos de mujer solían ajustarse de forma holgada al brazo de la usuaria, y a menudo se llevaban fruncidos por debajo del codo o se sujetaban en el bíceps con una correa parecida a una liga. 
En el periodo comprendido entre los años 1930 y principios de los 1960, el guante de gala se adaptó para su uso con ciertos conjuntos de descanso y de dormir de alta gama, o conjuntos de peignoir. Estos guantes solían estar fabricados con el mismo nailon ligero, rayón o seda que el conjunto de lencería, en un color a juego o complementario y siempre por encima del codo. Estos guantes se introdujeron para llevar la moda de las manos cubiertas al dormitorio, proteger la piel durante el sueño y el tiempo de ocio, y proporcionar modestia a las mujeres durante los viajes, las visitas o el alojamiento compartido. Aunque nunca se generalizaron, estos guantes de dormir eran un componente deseado de los conjuntos de dormitorio más caros. Dada la prevalencia de los guantes en la moda femenina de mediados del siglo XX, una mujer que añadiera guantes de dormir a su vestuario habría estado enguantada prácticamente en todo momento.

## Medidas
La longitud de los guantes de noche de mujer se denomina "botones", tanto si tienen botones como si no. La palabra deriva del francés, y la medida exacta es en realidad un poco más larga que una pulgada. Los guantes de muñeca suelen ser de ocho botones, los de codo de 16, los de media caña de 22 y los de hombro completo de 30. Los guantes de ópera miden entre 16 y 22 pulgadas, aunque algunos pueden llegar a medir 29 o 30 pulgadas. Para ajustarse los guantes, mida toda la mano por la parte más ancha de la palma, donde están los nudillos, pero excluyendo el pulgar. La medida en pulgadas es la talla del guante, pero si los brazos son grandes, puede ser práctico subir una talla. Por lo general, se considera que un guante de noche tiene una longitud de ópera si llega hasta la mitad del bíceps o más arriba en el brazo de la usuaria, independientemente de su longitud real en pulgadas o botones; por lo tanto, una mujer menuda podría encontrar un guante con una medida de 16 o 17 pulgadas adecuado para el propósito, mientras que una mujer alta podría necesitar un guante de más de 22 pulgadas. La parte de "longitud del codo o más" es la clave; los guantes que cubren una parte sustancial del antebrazo, hasta justo debajo del codo, pueden llamarse legítimamente "guantes largos" o "guantes de noche", pero nunca "guantes de ópera".

## Etiqueta en el uso de guantes de gala
La etiqueta respecto al uso de guantes de gala indica:
- No aparecer en público sin los guantes.[11]
- Los guantes deben considerarse una parte integral del atuendo.[12]
- Los guantes deben mantenerse puestos cuando se da la mano, baila o presenta la mano para ser besada, pero no al cenar.
- La longitud de todos los guantes debe ser: cuanto más corta es la manga, más largo es el guante. Por lo tanto, los guantes de ópera se usan correctamente con vestidos de cóctel sin mangas o de manga corta o con vestidos de noche sin tirantes, sin mangas o de manga corta. Los eventos formales requieren guantes que pasen por lo menos hasta el codo.[13]
- No usar guantes cortos para una reunión de frac.[14]
- Blanco, marfil, beige y gris pardo son los colores tradicionales de los guantes de ópera y son apropiados para prácticamente cualquier ocasión en la que se usen guantes de ópera. Los guantes de ópera negros no deben usarse con prendas blancas o de colores claros, solo con ropa de colores oscuros o brillantes.[15]
- Se pueden usar brazaletes o pulseras sobre los guantes pero no anillos.

## Galería

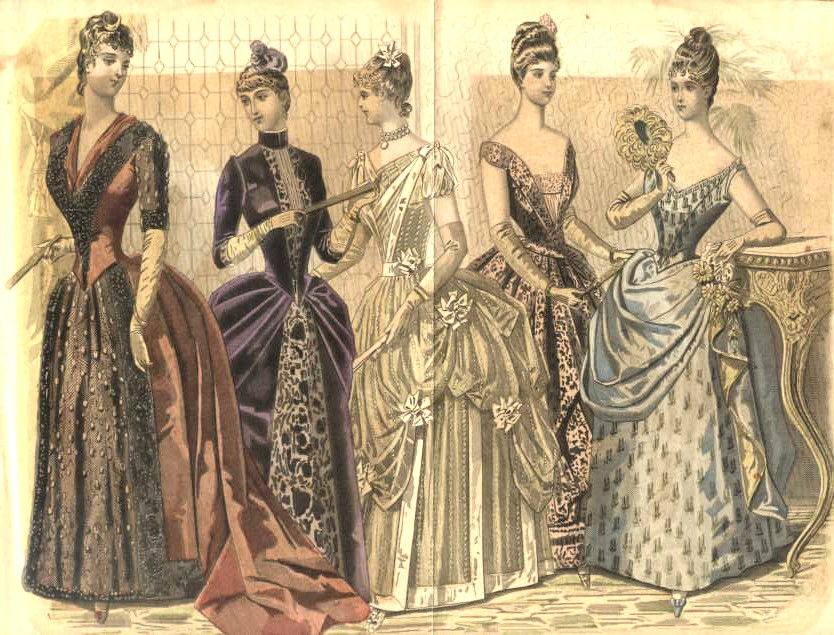
Atuendos de moda en Peterson's Magazine, 1888.
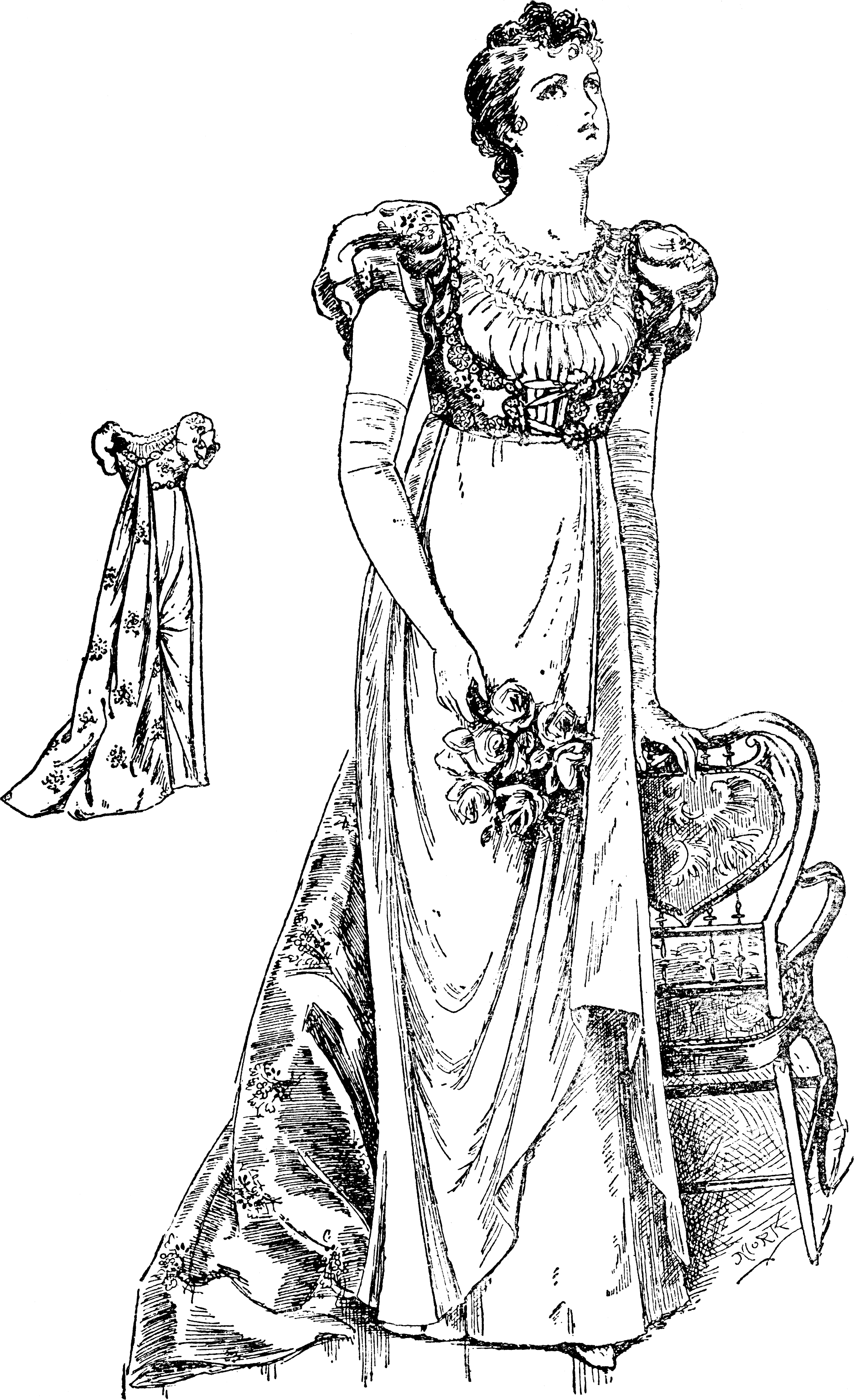
Una joven de los últimos años del siglo XIX con una imitación de un atuendo imperio de principios del siglo, 1898.
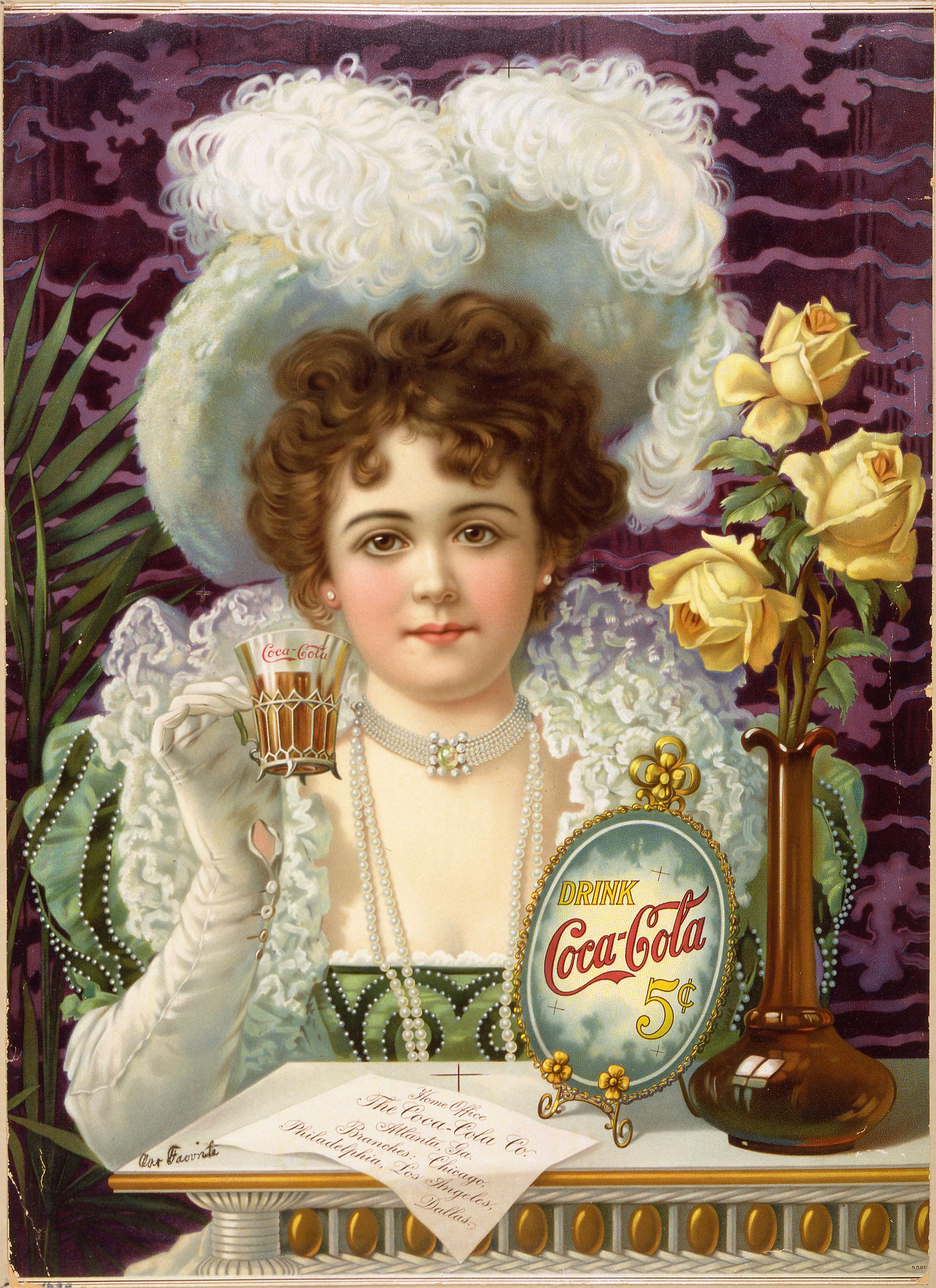
Propaganda de Coca cola c. 1900, una dama de gala con guantes mosquetero; obsérvese la abertura abotonada.
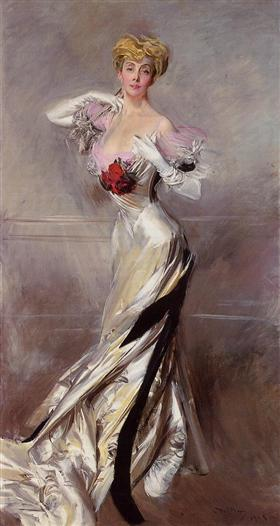
Retrato de la condesa Zichy de Giovanni Boldini, 1905.
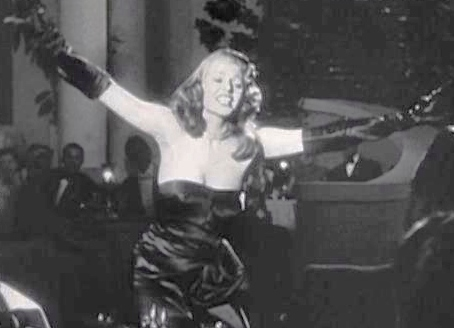
Rita Hayworth en la película Gilda en 1946.
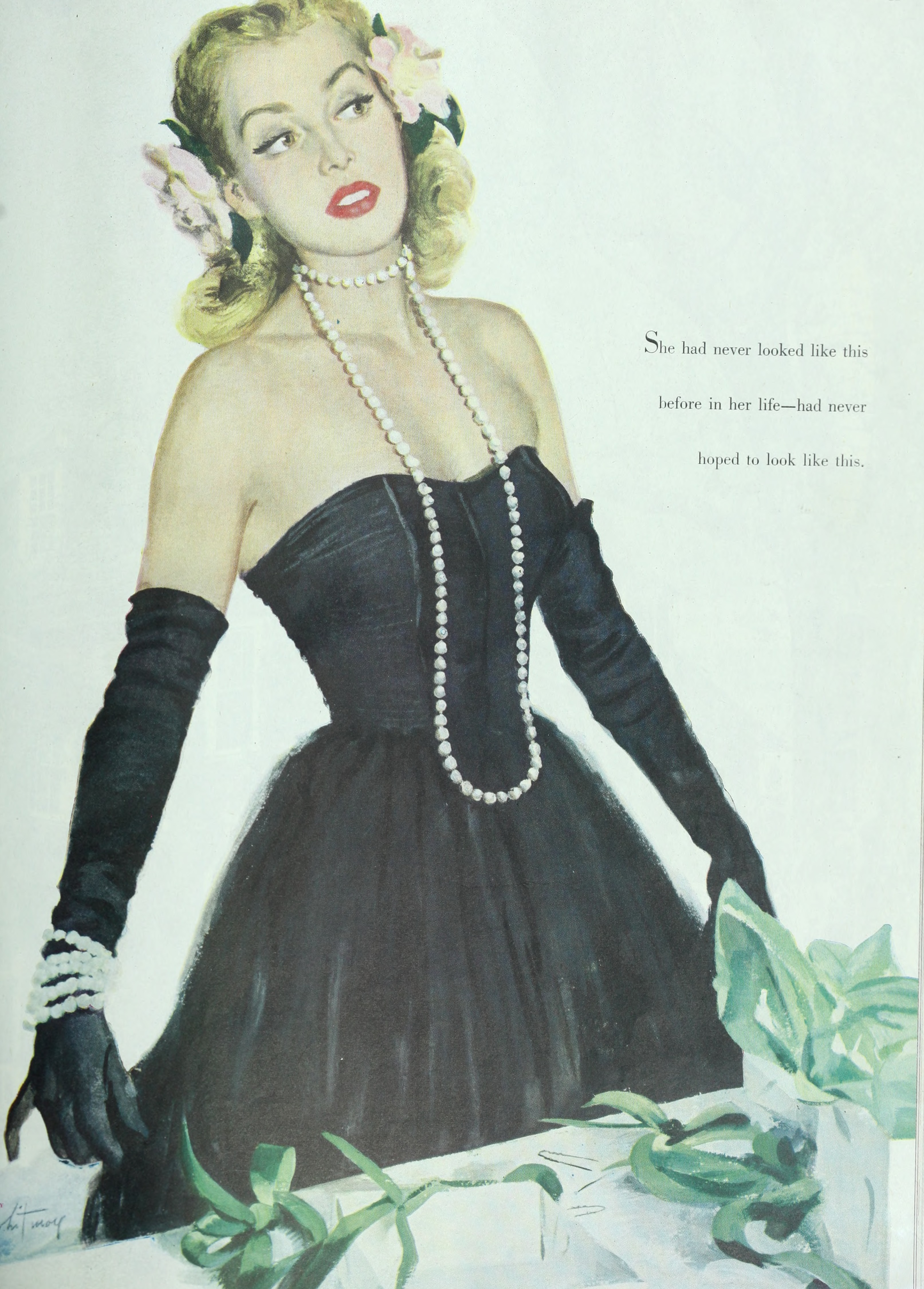
Anuncio en una revista de novedades para damas, de 1948.
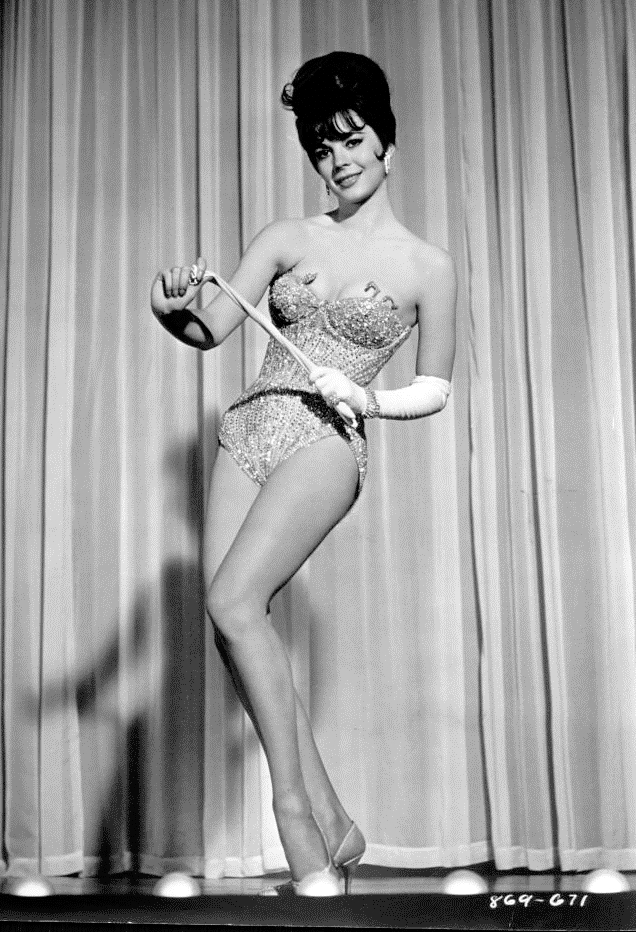
Natalie Wood en el papel de la estríper Gypsy Rose Lee en 1962.
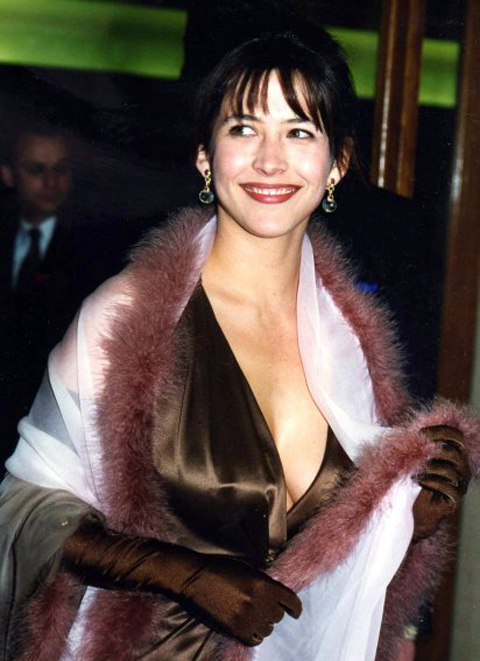
La actriz Sophie Marceau usando guantes de gala, 1996.
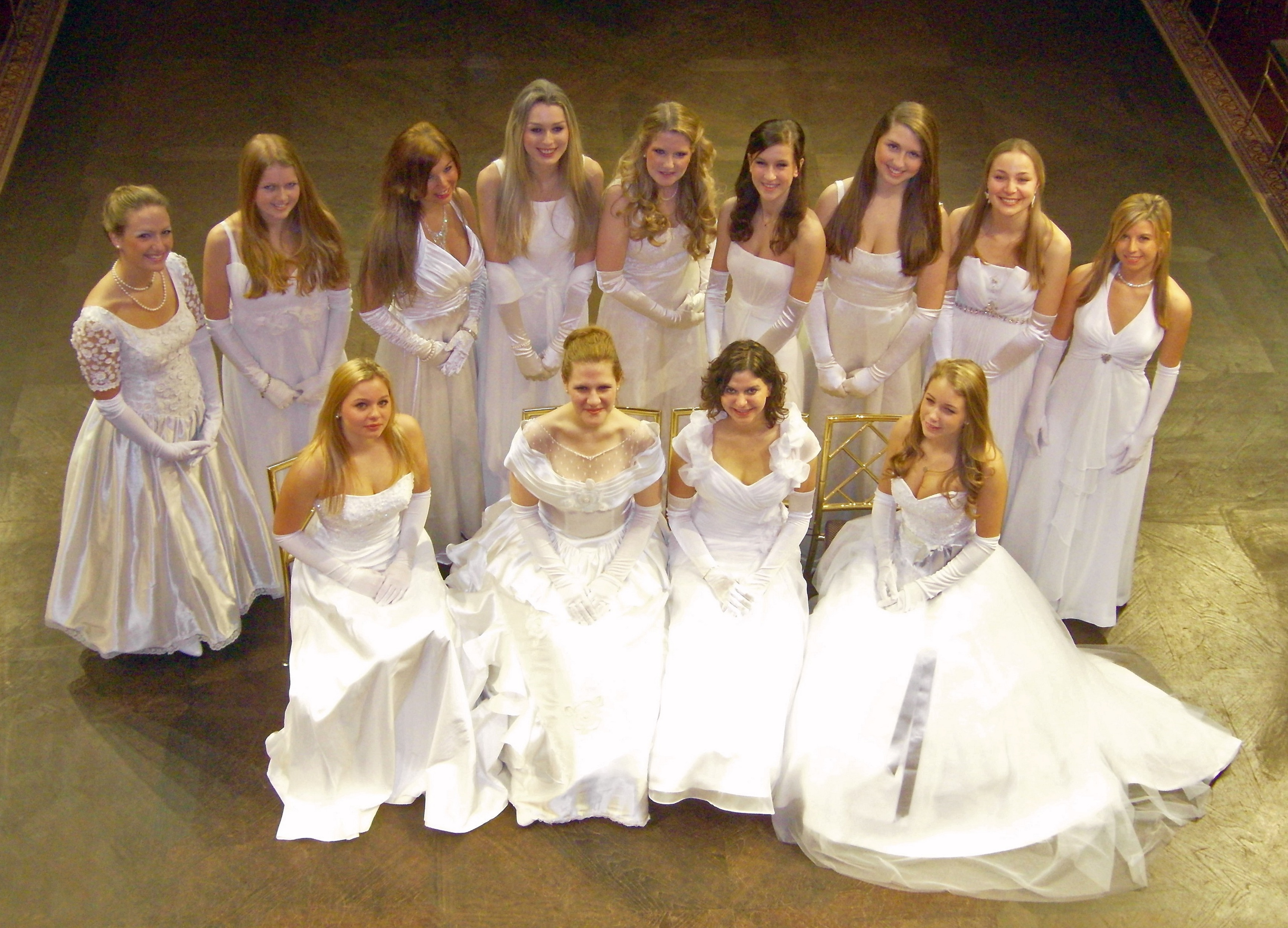
Vestidos blancos y guantes de ópera, lucidos por las debutantes en su baile, 2012.